# Christoph 37
Christoph 37 ist der Funkrufname eines am Südharz Klinikum Nordhausen stationierten Rettungshubschraubers der DRF Luftrettung.

## Geschichte
Das Luftrettungszentrum wurde am 1. Oktober 1992 am Südharz Klinikum Nordhausen in Betrieb genommen und bis zum 30. Juni 2006 vom Bundesministerium des Innern betreut. Zum Einsatz kam bis Ende der 1990er Jahre eine orangefarbene Bell UH-1D, welche bis dato mit einer fliegerischen Besatzung von zwei Mann des Bundesgrenzschutzes besetzt war. Da die „einmotorige Auslegung und die Leistungsreserven in Notsituationen“ der Bell UH-1D dem Bund nicht genügten, wurde Ende der 1990er Jahre eine BO 105 CBS als Ersatz beschafft.
Am 30. Juli 2006 übernahm die damalige Deutsche Rettungsflugwacht e. V. (DRF) den Betrieb des Luftrettungszentrums in Kooperation mit dem örtlichen DRK-Kreisverband und dem Südharz Klinikum Nordhausen. Stationiert wurde ein Rettungshubschrauber vom Typ Eurocopter EC 135. Am 1. März 2023 wurde die EC135 durch eine H135 ersetzt.

## Rettungszentrum
Vom Südharz Klinikum Nordhausen aus werden derzeit mit Christoph 37 rund 1.200 Einsätze pro Jahr in einem Umkreis von ca. 50 km geflogen. Er wird in die Landkreise Nordhausen, Göttingen (insbesondere in das Gebiet des Altkreises Osterode), Harz, Goslar, Eichsfeld, Kyffhäuser, Unstrut-Hainich, Sömmerda und Mansfeld-Südharz sowie in die Stadt Erfurt alarmiert. Ende Juli 2014 flog der Hubschrauber den 10.000. Einsatz. Das Team besteht aus drei Piloten,  Notfallsanitäter des DRK-Kreisverbandes Nordhausen sowie Ärzten der Kliniken Südharz Klinikum Nordhausen und früher auch vom Helios Klinikum Bleicherode.

## Einsatzstatistik
| Jahr     | 1992 | 1993 | 1994 | 1995 | 1996 | 1997 | 1998 | 1999 | 2000 | 2001 | 2002 | 2003 | 2004 | 2005 | 2006 |
| Einsätze | ?    | 825  | 953  | 886  | 874  | 1011 | 920  | 952  | 897  | 945  | 936  | 940  | 974  | 993  | 995  |

| Jahr     | 2007 | 2008 | 2009 | 2010 | 2011 | 2012 | 2013 | 2014 | 2015 | 2016 | 2017 | 2018 | 2019 | 2020 | 2021 |
| Einsätze | 1091 | 1199 | 1305 | 1175 | 1208 | 1303 | 1365 | 1403 | 1400 | 1425 | 1412 | 1512 | 1384 | 1354 | 1483 |

## Sonstiges
Der Name Christoph 37 geht auf den heiligen Christophorus zurück, den Schutzpatron der Autofahrer. Nach ihm tragen alle deutschen Rettungshubschrauber den BOS-Funk-Rufnamen Christoph, gefolgt von einer Nummer bei Rettungshubschraubern und einer Bezeichnung zum Standort bei Intensivtransporthubschraubern.